# Jenny Rissveds
Jenny Rissveds, född 6 juni 1994 i Falun, är en svensk professionell mountainbikecyklist. Hon är olympisk mästare i mountainbike cross-country efter att ha tagit OS-guld 2016 i Rio de Janeiro. Hon har även meriter som världsmästare och Europamästare i såväl junior- som U23- och elitklassen.

## Biografi

### Ungdomstiden
Under ungdomsåren tävlade Rissveds både inom mountainbike och inom landsväg  och nådde framgångar i båda grenarna. Hon har tagit SM-guld i sin åldersklass i mountainbikens discipliner XCO (cross-country olympic), XCE (sprint, eliminering), XCT (tempo) och DHI (downhill) samt inom landsvägscyklingens discipliner tempolopp och linjelopp. Därutöver också SM-guld i cyclocross samt på bana (velodrom). Hon innehar banrekord på velodromen i Falun på både 500 meter och 1 km. Hon har kört junior-EM och junior-VM både i mountainbike och på landsväg.
Inför säsongen 2012 valde Rissveds att göra en satsning enbart på mountainbike cross-country. Med det lyckades hon bli juniorvärldsmästare i XCO (cross-country olympic) i Moskva, Ryssland. Dessutom tog hon en total andraplats i världscupens elitklass i XCE (sprint, eliminering) efter bland annat sin första världscupseger i La Bresse, Frankrike.

### Tidig seniorkarriär
År 2013 vann Rissveds EM-guld i XCE elit i Bern, Schweiz.
2014 började Rissveds cykla för det schweiziska proffsstallet Scott-Odlo Mountainbike Racing team. Hon gjorde en stabil världscupsäsong med en total andraplats i XCE elit, och en total tredjeplats i XCO U23 med en seger i vardera disciplin.
Under 2015 dominerade Rissveds som 21-åring U23-klassens XCO. Hon vann samtliga deltävlingar i världscupen och tog överlägset hem totalsegern. Hon tog också brons i U23-VM i Hafjell, Norge.
Inför säsongen 2016 fick Rissveds dispens att köra i världscupens elitklass, och i OS. Dock måste hon köra i sin åldersklass, U23, i VM.
Den 3 juli 2016 i Nove Mesto, Tjeckien, blev Rissveds U23-världsmästare i XCO. Den 10 juli 2016 i Lenzerheide, Schweiz, tog hon sin första världscupseger i XCO elit.
Den 20 augusti 2016 tog Rissveds en olympisk guldmedalj i Rio de Janeiro. Hon är Sveriges första kvinnliga cyklist som tagit OS-guld och den första svenska cyklist som tagit ett OS-guld sedan Bernt Johanssons OS-guld i linjeloppet 1976.
Den 11 augusti 2019 tog hon sin första världscupseger efter det olympiska guldet 2016, då hon vann en deltävling i Lenzerheide i Schweiz. Vid olympiska sommarspelen 2020 i Tokyo slutade Rissveds på 14:e plats i terrängloppet.

### 2020-talet
Vid olympiska sommarspelen 2024 följde Rissveds upp sitt guld från Rio med att komma trea och vinna brons i Paris.  I EM i Portugal 2025 tog hon guld både i short track (XCC) och i XCO-klassen.

## Priser och utmärkelser
- 2017: Årets prestation 2016 vid Svenska idrottsgalan 2017 med motiveringen ”Jenny Rissveds sade själv att hon mest var i Rio de Janeiro för att se och lära, i själva verket var det de andra som fick se och lära. Trots motgångar både före och under loppet utklassade hon till slut alla och tog Sveriges första cykelguld i OS på 40 år.”[22]
- 2017: Victoriastipendiet.[23]
- 2017: H.M. Konungens medalj, 8:e storleken i högblått band.[24]